# اچ‌ام‌اس برایتون (اف۱۰۶)
اچ‌ام‌اس برایتون (اف۱۰۶) (به انگلیسی: HMS Brighton (F106)) یک کشتی بود که طول آن ۳۷۰ فوت (۱۱۰ متر) بود. این کشتی در سال ۱۹۵۹ ساخته شد.